# Mateus de Oliveira Xavier
Dom Mateus de Oliveira Xavier (Vila de Rei, Vila de Rei, 14 de outubro de 1858 — Goa, 19 de maio de 1929) foi um prelado português. Foi bispo de Cochim e Patriarca das Índias Orientais.

## Biografia
Filho de Joaquim de Oliveira Braz e Maria Joaquina de Oliveira, foi alfabetizado por seus tios padres, João e Sebastião de Oliveira Xavier e Aniceto de Oliveira. Estudante de latim, prestou exame no Liceu de Santarém, onde foi aprovado. Em 1874, entrou no Seminário Patriarcal de Santarém, para estudar ciências eclesiásticas.
Foi ordenado presbítero em Castelo Branco, em 1881, depois seguindo para Coimbra. Estudou Teologia na Universidade de Coimbra, onde também foi capelão no convento de Santa Clara e na Universidade. Em 1888, teve a nomeação de professor de ciências eclesiásticas e preparatórias, e diretor espiritual no colégio das Missões Ultramarinas em Sernache do Bonjardim, cargos que desempenhou até 1893.
Neste ano, o patriarca das Índias Orientais, Dom António Sebastião Valente, vinha de licença ao reino para recuperar a sua saúde abalada, convidou Dom Mateus que era seu secretário particular, cargo que aceitou seguindo para a Índia em 11 de janeiro de 1884, e a 5 de março davam ambos entrada em Goa. Dom Mateus Xavier foi nomeado missionário do padroado da Índia por portaria de 7 de novembro de 1893. Desembarcaram em Cochim a 18 de fevereiro, e foram visitar aquela diocese sufragânea, naquele tempo governada por Dom João Gomes Ferreira. Em Goa e cumulativamente com o lugar de secretário do referido patriarca, foi nomeado desembargador da Relação Metropolitana, juiz da Seção Pontifícia de recurso, e finalmente reitor de Seminário de Rachol, cargo de que tomou posse em junho de 1894. Desenvolveu grande atividade, reformando completamente o seminário com novos estudos preparatórios e teológicos e com autorização do governo e breve pontifício, criou ali a faculdade de teologia, tornando assim o Seminário de Rachol o primeiro e o melhor de toda a Índia. Pelo falecimento do bispo de Cochim Dom João Gomes Ferreira, foi Dom Mateus Xavier nomeado para esse cargo.

## Prelazia
Dom António Sebastião Valente e o ministro da marinha, Barros Gomes, promoveram a nomeação. A nomeação foi confirmada em 11 de outubro de 1897 pelo Papa Leão XIII, e como as respectivas bulas demoravam a chegar à Índia, a sagração episcopal só se realizou a 30 de janeiro de 1898 na Sé primacial e patriarcal de Goa, seguindo logo para a sua diocese onde chegou a 5 de março seguinte, fazendo a sua entrada solene e tomando posse da sua diocese.
O primeiro cuidado do novo bispo foi levantar dos escombros a nova catedral, que ruiu quando estava coberta a nave central, numa noite de tempestade. D. Mateus Xavier encontrou-se assim sem ter Sé; e pior, os cristãos de várias igrejas revoltadas por questões de castas. Apaziguou os cristãos, abrindo as igrejas, e tratou de levantar a Catedral. O edifício é majestoso, em estilo não definido, mistura de estilo manuelino com imitações de construções indianas. A obra de reconstrução da catedral iniciou em meados de 1898, sendo aberta ao culto divino com o Te Deum pela coroação do Papa Pio X, em 9 de agosto de 1903, e solenemente sagrada em 19 de novembro de 1905, com a assistência do patriarca Dom António Sebastião Valente, bispos seus sufragâneos e outros bispos vizinhos, num total de 11 prelados. Toda a obra foi feita por artistas indianos. D. Mateus Xavier cuidou da educação local com esmero. O nível e categoria das escolas foi levantado. As escolas menores foram elevadas a High Schools (liceus) com 15 e 20 professores e um curso completo de preparatórios, onde são feitos todos os exames até ao de saída, chamado matrícula porque habilita para o ingresso das Universidades indianas. Estas escolas têm o carácter de oficiais, estão agregadas à Universidade de Madrasta e recebem um subsídio do governo inglês, quando nas devidas condições.
Por decreto de 31 de dezembro de 1908, após a morte de Dom António Sebastião Valente, Dom Mateus é elevado à arcebispo de Goa e Patriarca das Índias Orientais, cargo que exerceu até 1929, quando veio a falecer. Em 1928, com a junção da Diocese de Damão com a Arquidiocese de Goa, passou a ser Arcebispo de Goa e Damão.
Foi o principal co-consagrante de Dom Angel María Pérez y Cecilia, O.C.D.